# 空想科学映画読本
空想科学[映画]読本（くうそうかがくえいがどくほん）とは、柳田理科雄が書いた『空想科学読本』のうちの映画だけを取り扱った本である。監修は空想科学研究所。

## 初版
最初の『空想科学[映画]読本』。扶桑社から2001年7月20日に初版第1版が発行された。259ページ。

## PB版
扶桑社から2006年8月10日に初版第1版が発行された、初版の『空想科学[映画]読本』を縮小してペーパーバック化したもの。内容は大きくは変わっていないが、執筆のために使用されたDVDのデータが修正されている。